# Oblast' autonoma dell'Ossezia del Sud
L'oblast' autonoma dell'Ossezia del Sud (in osseto: Хуссар Ирыстоны автономон бӕстӕ, in russo Юго-Осетинская автономная область?, in georgiano სამხრეთ ოსეთის ავტონომიური ოლქი?) è stata una oblast' autonoma dell'Unione Sovietica creata all'interno della Repubblica Socialista Sovietica Georgiana il 20 aprile 1922. La sua autonomia è stata revocata l'11 dicembre 1990 dal Soviet Supremo della RSS Georgiana, determinando la prima guerra in Ossezia del Sud. Attualmente, il suo territorio è controllato dalla Repubblica separatista dell'Ossezia del Sud.
La popolazione dell'oblast' autonoma dell'Ossezia del Sud consisteva principalmente di osseti etnici, che costituivano circa il 66% delle 100.000 persone che vivevano nel distretto nel 1989, e georgiani, che costituivano un ulteriore 29% della popolazione fino al 1989.

## Storia

### Istituzione
In seguito alla rivoluzione russa, l'area della moderna Ossezia del Sud divenne parte della Repubblica Democratica di Georgia. Nel 1918, iniziò il conflitto tra i contadini osseti senza terra, che vivevano a Shida Kartli (Georgia interna), i quali erano stati influenzati dal bolscevismo e chiendo la proprietà delle terre che lavoravano, e il governo menscevico, sostenitore degli aristocratici etnici georgiani che erano proprietari legali. Sebbene gli osseti fossero inizialmente scontenti delle politiche economiche del governo centrale, la tensione si trasformò presto in conflitto etnico. La prima ribellione osseta iniziò il 1º febbraio 1918, quando tre principi georgiani furono uccisi e la loro terra fu sequestrata dagli osseti. Il governo centrale di Tiflis reagì inviando nella zona la Guardia Nazionale. Tuttavia, l'unità georgiana si ritirò dopo aver ingaggiato gli osseti. I ribelli osseti occuparono poi la città di Tskhinvali e cominciarono ad attaccare la popolazione civile di etnia georgiana. Durante le rivolte del 1919 e 1920, gli osseti furono segretamente sostenuti dalla Russia sovietica, ma nonostante ciò vennero sconfitti. Tra 3.000 e 7.000 osseti furono uccisi durante la repressione della rivolta del 1920; secondo fonti ossete la fame e le epidemie conseguenti furono le cause della morte di oltre 13.000 persone.
Si discusse di creare una repubblica unita per gli osseti, incorporando sia l'Ossezia del Nord che quella del Sud. Questo fu infatti proposto dalle autorità ossete nel luglio 1925 ad Anastas Mikoyan, il capo del kraikom (il Comitato bolscevico responsabile del Caucaso). Sergo Orjonikidze si oppose all'incorporazione dello stato proposto in Russia, temendo che avrebbe portato a disordini in Georgia, e di conseguenza Mikoyan chiese a Stalin di collocare tutta l'Ossezia all'interno della Georgia. Stalin inizialmente approvò, ma in seguito decise di non farlo, temendo che avrebbe portato altri gruppi etnici in Russia a chiedere di lasciare la RSFS Russa, il che avrebbe distrutto la federazione. Così l'Ossezia del Sud fu subordinata alla Georgia, mentre l'Ossezia del Nord rimase nella RSFS Russa.

### Fine dell'Oblast' autonoma dell'Ossezia del Sud
Preoccupato per la ripresa del nazionalismo georgiano, esemplificato da Zviad Gamsakhurdia, l'Oblast autonoma dell'Ossezia del Sud iniziò a cercare di lasciare la Georgia. L'11 dicembre 1990 si dichiarò una Repubblica Democratica Sovietica sotto il controllo diretto dell'Unione Sovietica. Lo stesso giorno il parlamento georgiano sciolse l'Oblast' , riducendola a una semplice regione della Georgia.

## Cultura e società

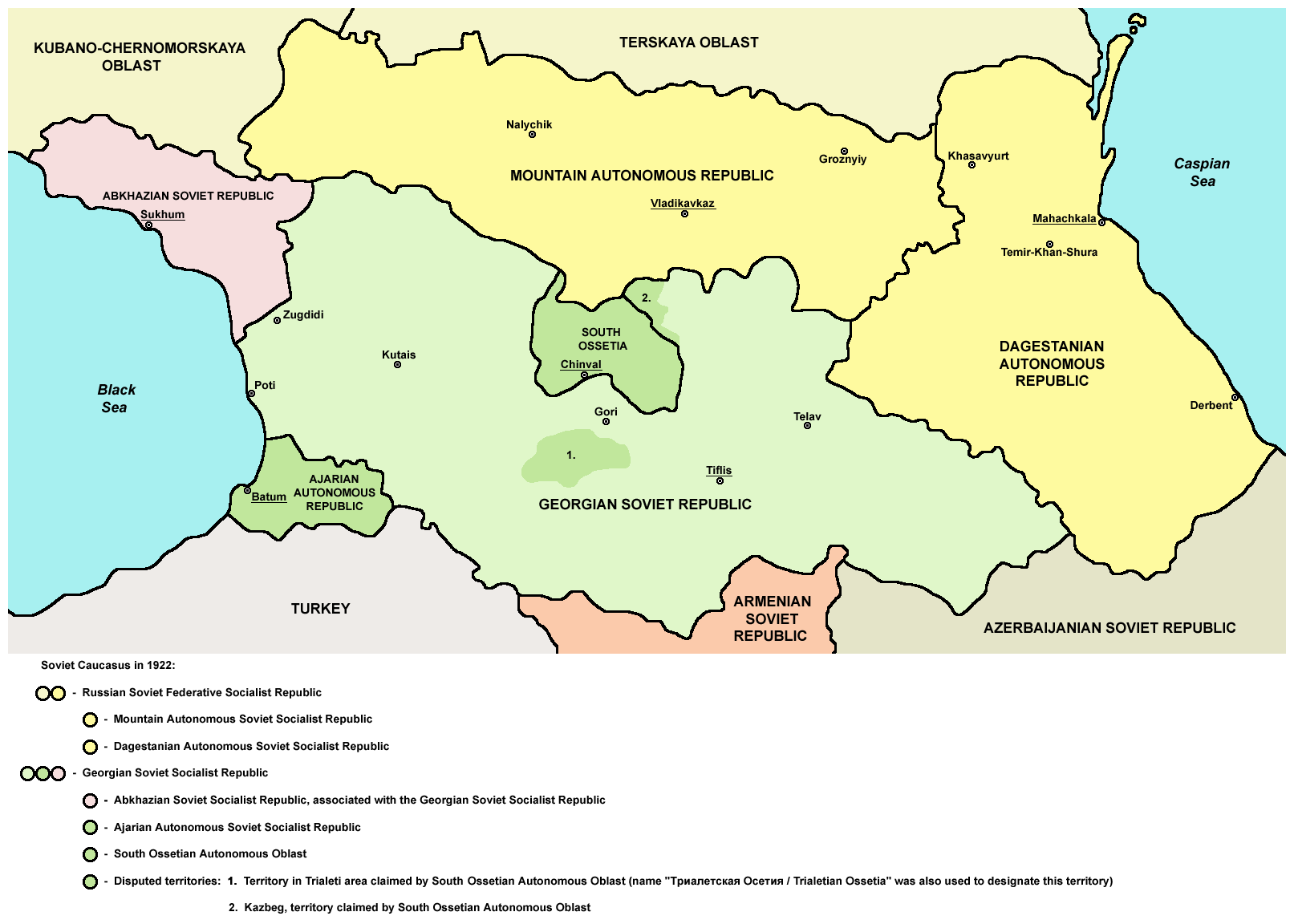
Territorio del Caucaso nel 1922 con l'Ossezia del Sud (al centro, contrassegnato in verde scuro, e delimitato) e territori contesi rivendicati da esso (contrassegnato in verde scuro, non delimitato, numerato)

### Dati demografici
Il principale gruppo etnico dell'Oblast'  erano gli osseti. Durante l'intera esistenza della regione, gli osseti rappresentavano una maggioranza stabile di oltre i due terzi della popolazione. I georgiani costituivano l'unica minoranza significativa, tra il 25 e il 30% della popolazione. Nessun altro gruppo etnico costituiva più del 3% della popolazione totale. Circa la metà di tutte le famiglie della regione erano di eredità mista osseta-georgiana. Un numero considerevole di osseti viveva anche altrove in Georgia, con oltre 100.000 sparsi in tutto il paese.
| Osseti    | 60.351 (69,1%) | 72.266 (68,1%) | 63.698 (65,8%) | 66.073 (66,5%) | 65.232 (66,2%) |
| Georgiani | 23.538 (26,9%) | 27.525 (25,9%) | 26.584 (27,5%) | 28.125 (28,3%) | 28.544 (29,0%) |
| Ebrei     | 1.739 (2,0%)   | 1.979 (1,9%)   | 1.723 (1,8%)   | 1.485 (1,5%)   | 396 (0,4%)     |
| Armeni    | 1.374 (1,6%)   | 1.537 (1,4%)   | 1.555 (1,6%)   | 1.254 (1,3%)   | 984 (1,0%)     |
| Russi     | 157 (0,2%)     | 2.111 (2,0%)   | 2.380 (2,5%)   | 1.574 (1,6%)   | 2.128 (2,2%)   |
| Totale    | 87.375         | 106.118        | 96,807         | 99.421         | 98.527         |
| Fonte:    |                |                |                |                |                |

### Lingua
La maggior parte delle persone nell'OA dell'Ossezia del Sud parlava osseto, con numeri più piccoli che usavano russo e georgiano; tutte e tre erano lingue ufficiali della regione. Sebbene il georgiano fosse la lingua della RSS Georgiana, di cui l'Ossezia del Sud faceva parte, la maggior parte delle persone nell'oblast' non parlava tale lingua; ancora nel 1989 solo il 14% conosceva il georgiano, e fu una proposta nell'agosto 1989 di rendere il georgiano come unica lingua ufficiale di uso pubblico a istigare il movimento per l'indipendenza. Originariamente scritto in cirillico, l'osseto passò a una scrittura latina nel 1923 come parte della campagna di latinizzazione dell'Unione Sovietica. Questo fu abbandonato nel 1938 con quasi tutte le lingue latinizzate che passarono a una scrittura cirillica. L'osseto e l'abcaso erano le uniche eccezioni; entrambi usavano una scrittura georgiana (solo nell'Ossezia del Sud; l'Ossezia del Nord usava il cirillico). Questa politica durò fino al 1953, quando abbandonarono l'alfabeto georgiano per quello cirillico.